# Actinidia melliana
Actinidia melliana är en tvåhjärtbladig växtart som beskrevs av Hand.-mazz. Actinidia melliana ingår i släktet aktinidiasläktet, och familjen Actinidiaceae. Inga underarter finns listade i Catalogue of Life.